# Robbie Malneek
Pas d'image ? Cliquez ici

a Compétitions nationales et continentales officielles uniquement.

Dernière mise à jour le 12 août 2019.
Robbie Malneek, né le 3 avril 1983 à Masterton (Nouvelle-Zélande), est un joueur néo-zélandais de rugby à XV évoluant essentiellement au poste d'arrière. Il évolue l'essentiel de sa carrière avec la province de Tasman en Mitre 10 Cup. Il mesure 1,83 m pour 91 kg.

## Biographie
En 2006, il dispute la Air New Zealand Cup.
En 2015, il devient le premier Centurion (joueur ayant atteint les 100 apparitions avec une équipe) de la province de Tasman.

## Carrière

### En province
- 2002-2005 : Nelson Bays (NPC, Nouvelle-Zélande)
- 2005-2015 : Tasman (NPC, Nouvelle-Zélande)
- 2017 : Tasman (NPC, Nouvelle-Zélande)
- 2018 : Buller (Heartland Championship, Nouvelle-Zélande).

### En club
- 2007-2009 : Crociati Parma (Super 10, Italie)
- 2012-2013 : Rugby Reggio (Super 10, Italie)
- 2014 : CR & FC (Dialog Rugby League, Sri Lanka)
- 2015 : Enisey-STM (Professional Rugby League, Russie)
- 2016-2017 : Mystic River Rugby Club (Men's D1 Championship, États-Unis).